# Jan Steert
Jan Steert (Purmerend, 8 november 1894 – aldaar, april 1965) was een Nederlands politicus.
Hij werd geboren als zoon van Jan Steert (1862-1941) en Jenneken Kok (1863-1939). Zijn vader was meubelfabrikant en wethouder. Zelf was hij aan het begin van zijn ambtelijke loopbaan volontair bij de gemeentesecretarie van Kwadijk. Vervolgens was hij ambtenaar; eerst de gemeente Ilpendam en daarna Broek in Waterland. Eind 1918 volgde hij C.J. Baas op als gemeentesecretaris van Oosthuizen. Begin 1931 werd Steert daar de burgemeester. Hij zou die functie blijven vervullen tot zijn pensionering in december 1959.
Steert overleed in 1965 op 70-jarige leeftijd in het Stadsziekenhuis in Purmerend. Naar hem is in Oosthuizen de 'Burgemeester Steertstraat' vernoemd.